# Tom Stern (Musiker)
Tom Stern (geboren am 13. November 1953 in Wien) ist ein österreichischer Schlagersänger.

## Musikalisches Schaffen
Nach jahrelangen musikalischen Experimenten, die er selbst als "wilden Jahre" bezeichnet, startete er im Jahr 2018 seine Laufbahn als Schlagersänger und feierte ein Jahr später mit dem Lied Cara Mia Ciccina seinen Durchbruch.
Seine Musik wird hauptsächlich in auf Evergreens, Country und Schlagermusik spezialisierten Radios gespielt und seit 2024 ist auf den Musikplattformen Spotify und Apple Music, erhältlich. Tom Sterns Repertoire umfasst vor allem Liebeslieder und romantische Balladen. Sein bisher erfolgreichster Hit, Und eine Träne sagt zu Dir wurde von Peter Alexander Martin Bruckner geschrieben und von Hannes Marold produziert.
Tom Stern veröffentlichte zwei Alben und eine Reihe von Singles. Er arbeitet regelmäßig mit dem Label Schlagerhimmel und dem Produzenten Hannes Marold zusammen.

## Diskografie

### Alben
- Greatest Hits Tom Stern Vol. 1 (19 Titel)
- Alle Joahr zur Weihnachtszeit (Weihnachtsalbum, 5 Titel, 2024)

### Singles (Auswahl)
- Alle Joahr zur Weihnachtszeit
- Alles was ich brauche bist Du
- Das alte Haus
- Die Insel Romantica
- Es ist zerronnen unser Glück
- Es war die Nacht in Rom
- Ich hab die Liebe gesehn
- Ich liebe Dich so sehr
- Ich träume jede Nacht von Dir
- Immer wenn ich träume
- Irgendwo in Texas
- Julia
- Komm mit mir in die Nacht
- Liebe bleibt ewig besteh´n
- Manuela
- Mein Engel
- Mit Dir schwebe ich hinauf auf Wolke 7
- Rosen für Dich
- So weit weg von Dir
- Und Abends wenn die Sonne untergeht
- Und eine Träne sagt zu dir
- Weine nicht wenn ich geh
- Ich träume von meinem Mädchen
- Cara mia ciccina